# Abduqodir Xusanov
Abduqodir Xikmatjon oʻgʻli Xusanov (Taskent, 2004. február 29. –) üzbég válogatott labdarúgó, a Premier League-ben szereplő Manchester City hátvédje. Az első üzbég játékos az angol és a francia első osztályban is.
Xusanov 18 éves koráig a Bunyodkor játékosa volt, amit követően leszerződtette a fehérorosz FK Enyergetik–BDU. Itt az International Center for Sports Research az egyik legtehetségesebb fiatal játékosnak nevezte. Ezt követően 2023-ban leszerződtette a francia Lens. A legfiatalabb üzbég, aki valaha játszott egy európai kupasorozatban. 2025 januárjában leszerződtette az angol Manchester City.
Xusanov több utánpótlás csapatban is képviselte hazáját, többek között az U20-as világbajnokságon és az U23-as Ázsia-kupán is. 2023-ban, 19 évesen mutatkozott be a felnőtt válogatottban. A 2024-es Ázsia-kupán a negyeddöntőig jutott Üzbegisztánnal.

## Statisztika

### Klubcsapatokban
2024. december 22-én frissítve.
| Csapat           | Szezon           | Bajnokság              | Bajnokság | Bajnokság | Kupa | Kupa  | Ligakupa | Ligakupa | Nemzetközi | Nemzetközi | Egyéb | Egyéb | Összesen | Összesen |
| Csapat           | Szezon           | Osztály                | P.        | Gólok     | P.   | Gólok | P.       | Gólok    | P.         | Gólok      | P.    | Gólok | P.       | Gólok    |
| ---------------- | ---------------- | ---------------------- | --------- | --------- | ---- | ----- | -------- | -------- | ---------- | ---------- | ----- | ----- | -------- | -------- |
| Enyergetik–BDU   | 2022             | Visejsaja Liha         | 27        | 3         | 2    | 0     | —        | —        | —          | —          | —     | —     | 29       | 3        |
| Enyergetik–BDU   | 2023             | Visejsaja Liha         | 8         | 1         | 0    | 0     | —        | —        | —          | —          | —     | —     | 8        | 1        |
| Enyergetik–BDU   | Összesen         | Összesen               | 35        | 4         | 2    | 0     | —        | —        | —          | —          | —     | —     | 37       | 4        |
| Lens B           | 2023–2024        | Championnat National 3 | 1         | 0         | —    | —     | —        | —        | —          | —          | —     | —     | 1        | 0        |
| Lens             | 2023–2024        | Ligue 1                | 11        | 0         | 0    | 0     | —        | —        | 4          | 0          | —     | —     | 15       | 0        |
| Lens             | 2024–2025        | Ligue 1                | 13        | 0         | 1    | 0     | —        | —        | 2          | 0          | —     | —     | 16       | 0        |
| Lens             | Összesen         | Összesen               | 24        | 0         | 1    | 0     | —        | —        | 6          | 0          | —     | —     | 31       | 0        |
| Manchester City  | 2024–2025        | Premier League         | 0         | 0         | 0    | 0     | —        | —        | 0          | 0          | 0     | 0     | 0        | 0        |
| Karrier összesen | Karrier összesen | Karrier összesen       | 60        | 4         | 3    | 0     | 0        | 0        | 6          | 0          | 0     | 0     | 69       | 4        |

1. ↑  Két pályára lépés az UEFA-bajnokok ligájában, két pályára lépés az Európa-ligában
2. ↑  Pályára lépések az UEFA Konferencia Ligában

### A válogatottban
2024. november 19-i állapot szerint.
| Válogatott  | Év       | Pályára lépések | Gólok |
| ----------- | -------- | --------------- | ----- |
| Üzbegisztán | 2023     | 7               | 0     |
| Üzbegisztán | 2024     | 11              | 0     |
| Összesen    | Összesen | 18              | 0     |

## Sikerek, díjak
Üzbegisztán U20
- AFC U20-as Ázsia-kupa: 2023

Egyéni
- IFFHS – Az év ázsiai férfi csapata: 2023[11]
- Kelajak bunyodkori medál: 2023[12]